# Víktor Minéiev
Víktor Minéiev   (Varva, 19 de juny de 1937 - Moscou, 22 de juliol de 2002) fou un pentatleta ucraïnès que va competir sota bandera de la Unió Soviètica durant la dècada de 1960.
El 1964 va prendre part en els Jocs Olímpics d'Estiu de Tòquio, on disputà dues proves del programa de pentatló modern. Junt a Igor Novikov i Albert Mokéiev guanyà la medalla d'or en la competició per equips, mentre en la competició individual fou cinquè.
En el seu palmarès també destaquen tres medalles de plata al Campionat del món de pentatló modern. El 1964 guanyà el seu únic campionat soviètic per equips. Un cop retirat exercí d'entrenador.